# Red Bay (Neufundland und Labrador)
Red Bay ist eine Gemeinde (Town) in der kanadischen Provinz Neufundland und Labrador im Süden Labradors. Im Jahr 2013 wurde Red Bay in die Welterbeliste der UNESCO aufgenommen. Die Einwohnerzahl betrug im Jahr 2016: 169.

## Geographische Gegebenheiten
Die Bucht, die dem Ort seinen Namen gibt, bildet einen Naturhafen. Dieser gilt aufgrund seiner geschützten Lage als einer der besten der gesamten Küste Labradors. Er wurde auch während des Zweiten Weltkrieges für Schiffe der Kriegsmarine benutzt. In der Bucht befinden sich die Inseln Penney Island und Sattle Island.

## Geschichte
Etwa zwischen 1543 und dem frühen 17. Jahrhundert war Red Bay ein Zentrum baskischer Walfang-Aktivitäten. Aus den Gebieten Südfrankreichs und Nordspaniens wurden je Saison 15 Walfangschiffe mit etwa 600 Mann Besatzung nach Red Bay ausgesandt, die in der gefährlichen, weil nur zeitweise eisfreien Belle-Isle-Straße Grönland- und Glattwale jagten, die zu jener Zeit in diesen Gewässern häufig waren. Damals galt Red Bay als „Welthauptstadt des Walfangs“ (J. A. Tuck / R. Grenier).
Im Dezember 1565 sank ein Schiff, dessen Wrack in der Nähe von Sattle Island aufgefunden wurde. Von diesem wird angenommen, dass es sich um die San Juan handelt. Darüber hinaus wurden weitere Wracks von Walfängern und kleinere Schiffe gefunden, von denen man annimmt, dass es sich um Schaluppen der San Juan handelt. Weitere moderne Wracks liegen in der Nähe von Red Bay, so das des kanadischen Trawlers Bernier (1919), der 1966 auf Sattle Island strandete.
Ein historischer Friedhof bewahrt die Gebeine von 140 Walfängern.
Unklar ist, warum der Walfang in Red Bay zum Erliegen kam. Überwiegend wird angenommen, dass infolge übermäßiger Ausbeutung die Walbestände zusammenbrachen und der Ort dann aufgegeben wurde. Auch sperrte England 1579 seinen Markt für die Einfuhr spanischen Waltrans, so dass der baskische Walfang stark schrumpfte.
Zu Beginn des 19. Jahrhunderts ließen sich erneut kanadische Fischer in dem Ort nieder, zunächst saisonal, dann ständig.
Red Bay wurde zu einer National Historic Site of Canada. erklärt. Ein Heimatmuseum stellt Dokumente und Überreste aus der Zeit des Walfangs aus, darunter ein Beiboot der San Juan.

## Verkehr
Red Bay ist an den Trans-Labrador Highway angebunden. Im Ort gibt es einen kleinen Landeplatz für Flugzeuge.
Der nächste größere Flugplatz ist der Lourdes-de-Blanc-Sablon Airport der sich in der Gemeinde Blanc-Sablon (Provinz Québec) befindet.